# Червень

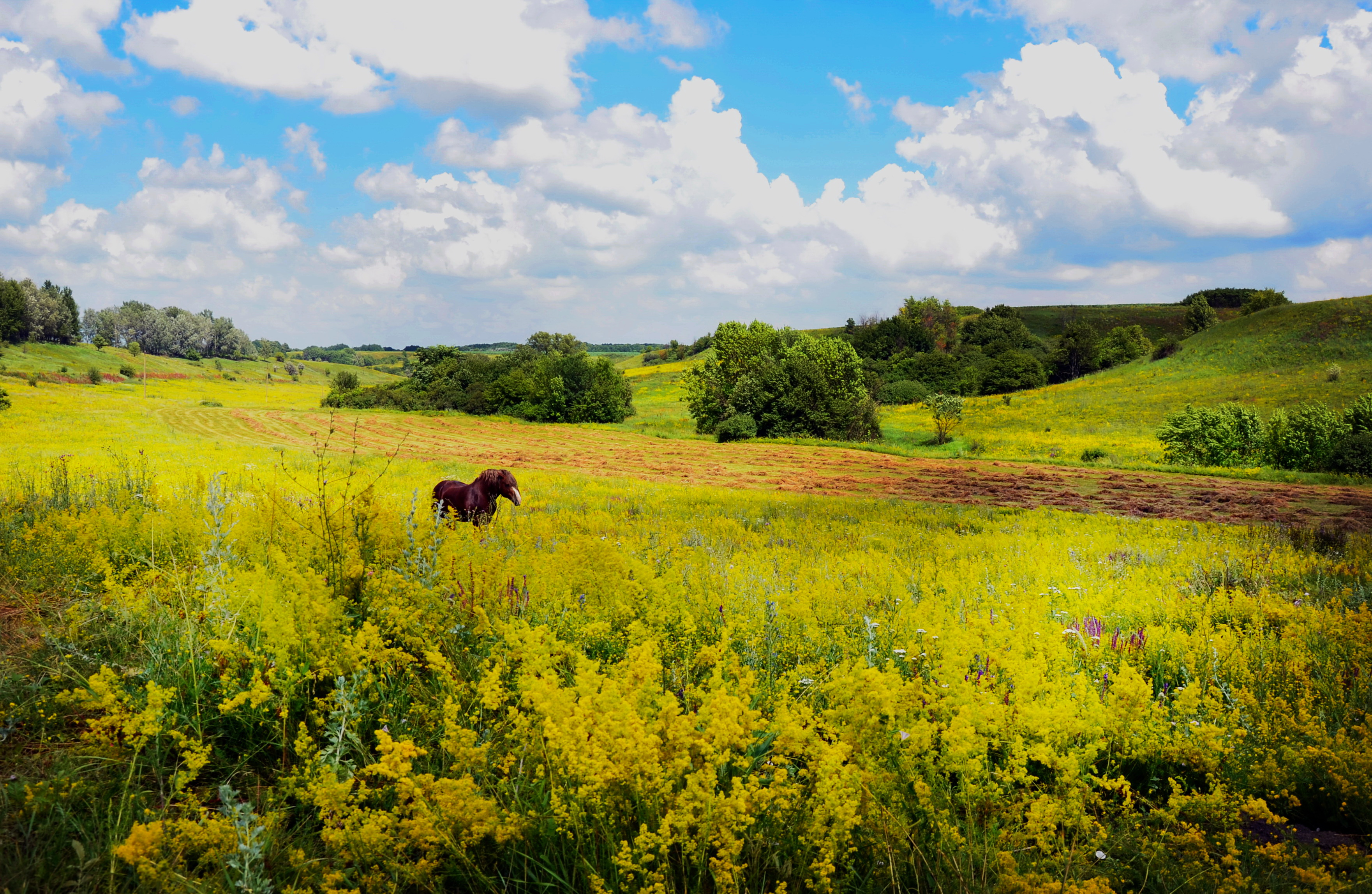
Червень на Полтавщині

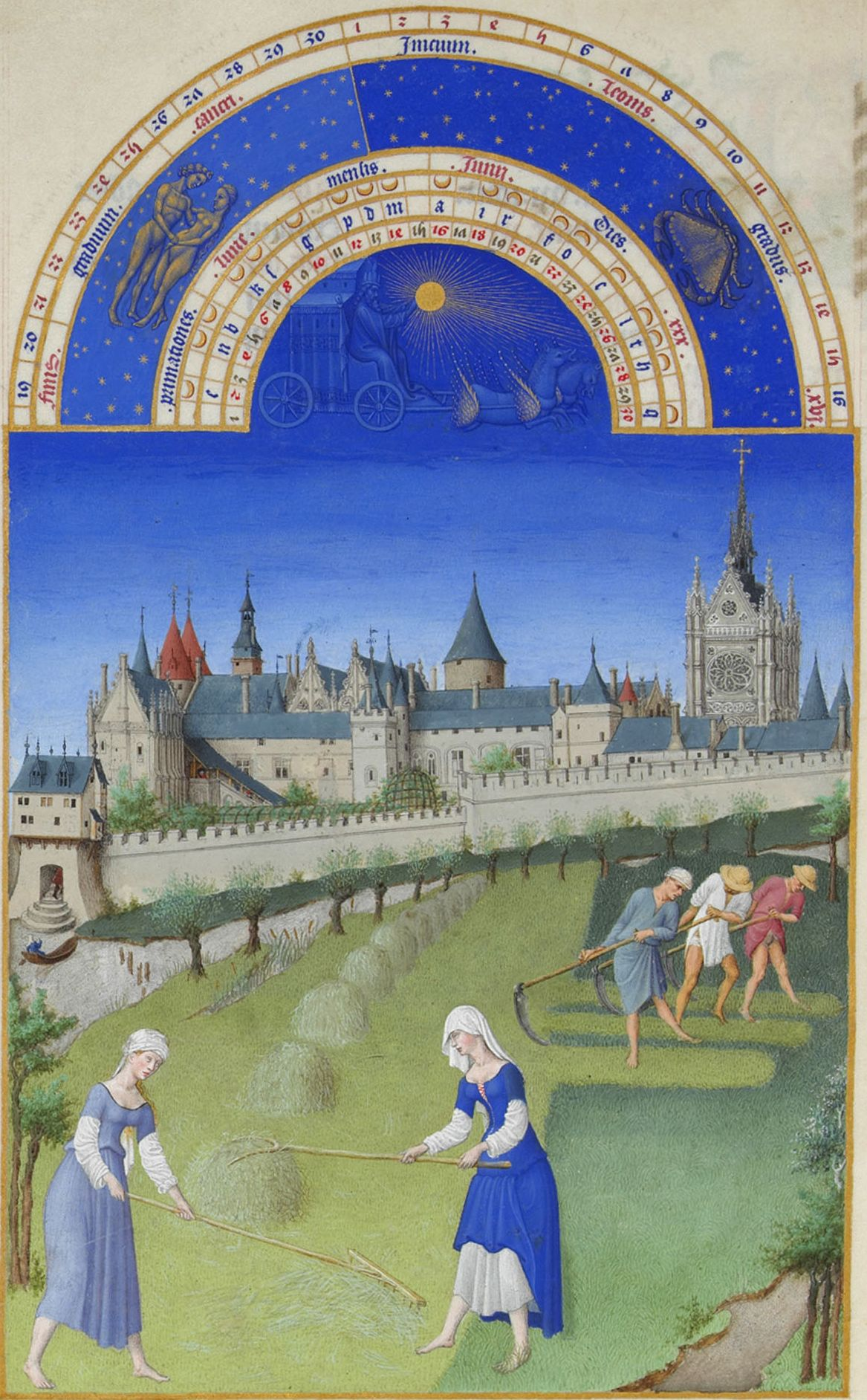
Мініатюра Червень з «Розкішного часослова герцога Беррійського».

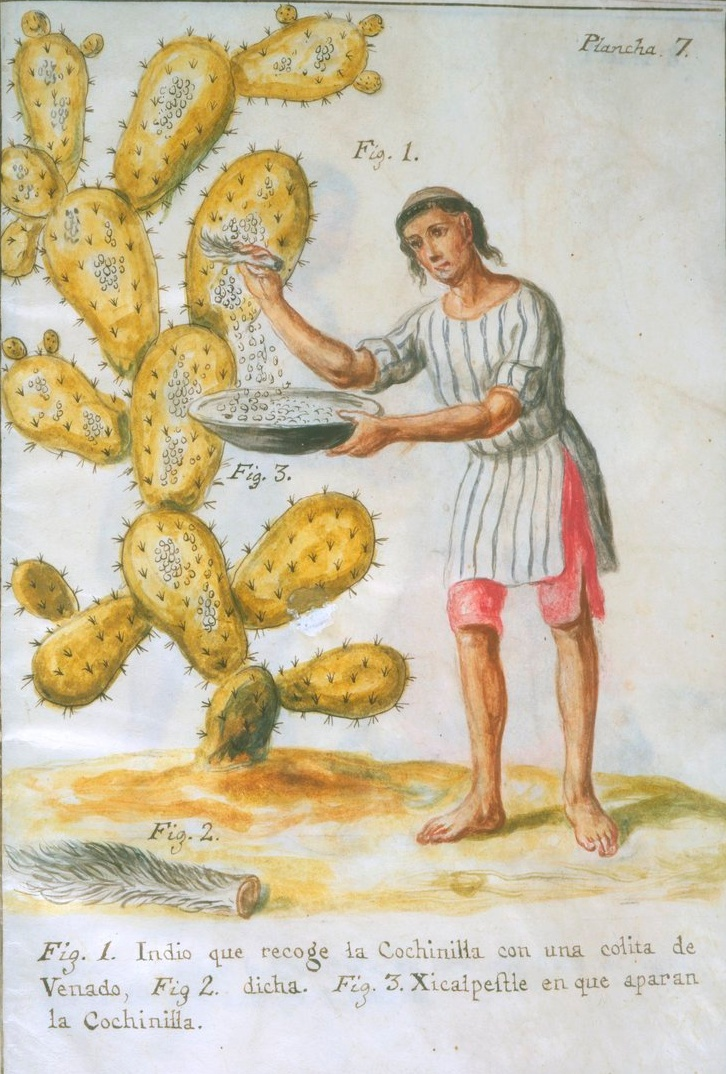
Індіанець, що збирає червців. Малюнок Хосе-Антоніо Альзате.

- I Січень
- II Лютий

- III Березень
- IV Квітень
- V Травень

- VI Червень
- VII Липень
- VIII Серпень

- IX Вересень
- X Жовтень
- XI Листопад

- XII Грудень

Че́рвень, заст. червець — шостий місяць року в юліанському та григоріанському календарях. Один із чотирьох місяців, що налічують 30 днів. 
Червень — перший місяць метеорологічного літа в Північній півкулі. Місяць має найдовші дні та найкоротші ночі, бо саме на цей час припадає літнє сонцестояння. 

## Назва
Українська назва «червень» (як і застаріла «червець») походить од прасл. *čr̥v(j)enъ/čr̥vьсь «липень, червень», що є пасивним дієприкметником минулого часу від дієслова *čr̥viti, утвореного від *čr̥vь «черв»: оскільки в червні розвиваються лялечки (черв'ячки) червця, з яких видобували червону фарбу. Менш переконлива версія пов'язує назву з кольором червоних квітів. Можливо, саме прасл. *čьrvьnь було первісним найменням місяця в давньослов'янському календарі. Співзвучні назви побутують у білоруській (чэрвень), польській (czerwiec), кашубській (czerwińc) і чеській (červen) мовах. Подібні наймення в чеській (červenec) та церковнослов'янській (чрьвень) мовах має липень.
Давньоруська назва червня — «ізок». Це старе наймення трапляється у давньокиївських апракосах і тетрах, зокрема в Крилоському Євангелії та Студійському уставі (у написаннях: изокъ, изо(к), и(з)къ). Цим словом називали коників-цвіркунів, які багато сюрчать у цей час.
Назва «червець» (у написаннях: чирвець, чырвецъ, червец(ъ), чръвц) згадується в руських стародруках XVI—XVII століть. Існували також інші народні назви місяця: по́лудень, рум'я́нець, різноцві́т, сінокі́сник, світоза́р, сонцекре́с, кре́сень, кре́сник (можливо, через запалювання вогнищ у Купальську ніч), а також: ґе́дзень / ке́дзень, ке́здень, бе́здень / бі́здень (від значної кількості ґедзів), гнилець, гни́лень (пора косовиці і дощів, від яких гнило сіно).
У більшості мов світу вживаються назви, похідні від лат. Jūnius: болг. юни, мак. јуни, рос. июнь, в.-луж. і н.-луж. junij, серб. јун, јуни/jun, juni, словен. junij, словац. jún. Латинська назва июнь, іюнь трапляється і в староукраїнських писемних джерелах XIV—XV ст. Це наймення місяць дістав на честь римської богині Юнони, дружини Юпітера.

## Кліматична характеристика в Україні
У червні середня температура повітря зростає на 3—4 °C порівняно з травнем і становить від 16—17 °C на північному заході до 19—21 °C на півдні і південному сході, у гірських районах — 9—15 °C.
Абсолютний максимум температури — 32—39 °C, в Одеській, Херсонській та Харківській областях місцями 40 °C, у гірських районах — 21—33 °C. Абсолютний мінімум становить 0—7 °C, у горах, північних, східних, Рівненській, Львівській, Дніпропетровській області місцями мінус 1—3 °C, на високогір'ї Карпат — до мінус 5 °C. Історичний мінімум температури (мінус 1,9 °C) зафіксований у 1950 р. в м. Олевськ. Історичний максимум температури (39,6 °C) спостерігався в 1934 р. у селищі Сарата на Одещині. Іноді червень буває найтеплішим місяцем року.
Середня кількість опадів у південних областях і в Криму становить 44—58 мм; у північних, східних та центральних областях — 62—78 мм, на заході та на Закарпатті — до 90—114 мм.
Заморозки на поверхні ґрунту ймовірні у першій та другій декадах місяця, крім півдня. Середня місячна кількість опадів — 44—95 мм, на півдні місцями 33—42 мм, у Карпатах та на Прикарпатті місцями 100—180 мм. Для червня характерна грозова діяльність, град, шквали та сильні зливи.

## У фольклорі
- У червні на полі густо, а в коморі пусто;
- Червень — рум'янець року;
- Коли червень сухий, купуй бджілку, а мокрий — корівку.

## У літературі

### Проза
Червневим святам і обрядам присвячено оповідання «Прилетіло літечко на рожевих крилах», а також низку замальовок радіожурналіста Олександра Токаря.

### Поезія
Червень у вірші Вадима Крищенка «Літо»:
«…На початку літа
По земному праву
Червоніють квіти,
Зеленіють трави…»

## Свята і пам'ятні дні

### Офіційні в Україні
- 1 червня
  - День захисту дітей
- 6 червня
  - День журналіста
- 12 червня
  - День працівника фондового ринку
- 19 червня
  - День фермера
- 22 червня
  - День скорботи і вшанування пам'яті жертв війни в Україні
- 23 червня
  - День державної служби
- 25 червня
  - День митника України
- 28 червня
  - День Конституції України

#### Рухомі
- Перша неділя червня
  - День працівників водного господарства
  - День працівників місцевої промисловості
- Друга неділя червня
  - День працівників легкої промисловості
- Третя неділя червня
  - День батька
- Остання неділя червня
  - День молодіжних та дитячих громадських організацій
    - 50-й день по Великодню

  - День Святої Трійці, або Зелена неділя[20]

### Інші
- 3 червня
  - День чебрецю
- 13 червня
  - День звільнення Маріуполя від проросійських терористів
- 24 червня
  - Різдво Іоанна Предтечі
  - День Лілеї ( Латаття білого)
- 29 червня
  - День апостолів Петра і Павла

### ООН
Нижче наведено всесвітні свята, які офіційно відзначаються Організацією Об'єднаних Націй:
- 1 червня: Міжнародний день батьків
- 3 червня: Всесвітній день велосипеда
- 4 червня: Міжнародний день безневинних дітей — жертв агресії
- 5 червня: Всесвітній день охорони довкілля та Міжнародний день боротьби з незаконним, незареєстрованим і нерегульованим рибальством
- 6 червня: Міжнародний день російської мови
- 7 червня: Всесвітній день безпеки харчових продуктів
- 8 червня: Всесвітній день океанів
- 10 червня: Міжнародний день діалогу між цивілізаціями
- 12 червня: Міжнародний день боротьби з дитячою працею
- 13 червня: Міжнародний день поширення інформації про альбінізм
- 14 червня: Всесвітній день донора крові
- 15 червня: Міжнародний день поширення інформації про жорстоке поводження з літніми людьми
- 16 червня: Міжнародний день сімейних грошових переказів
- 17 червня: Всесвітній день боротьби з опустеленням і посухою
- 18 червня: Міжнародний день протидії мові ворожнечі та День сталої гастрономії
- 19 червня: Міжнародний день боротьби за ліквідацію сексуального насильства в умовах конфлікту
- 20 червня: Всесвітній день біженців
- 21 червня: Міжнародний день йоги
- 23 червня: День державної служби ООН і Міжнародний день вдів
- 24 червня: Міжнародний день жінок у дипломатії
- 25 червня: День моряка
- 26 червня: Міжнародний день боротьби зі зловживанням наркотиками й їхнім незаконним обігом і Міжнародний день на підтримку жертв катувань
- 27 червня: День мікро-, малого та середнього підприємництва
- 29 червня: Міжнародний день тропіків
- 30 червня: Міжнародний день астероїда та Міжнародний день парламентаризму

## Галерея

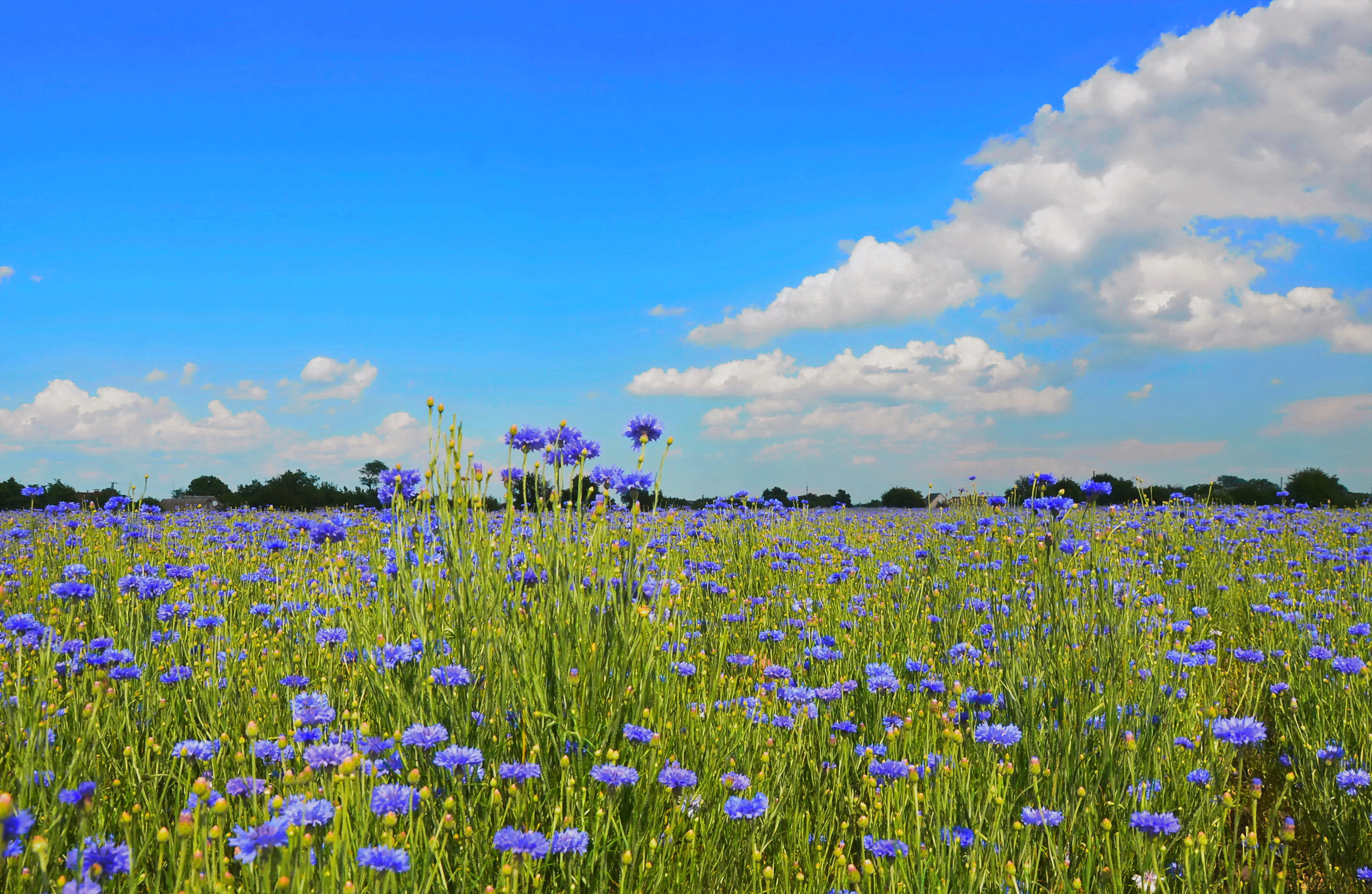
Червень у с. Придніпрянське
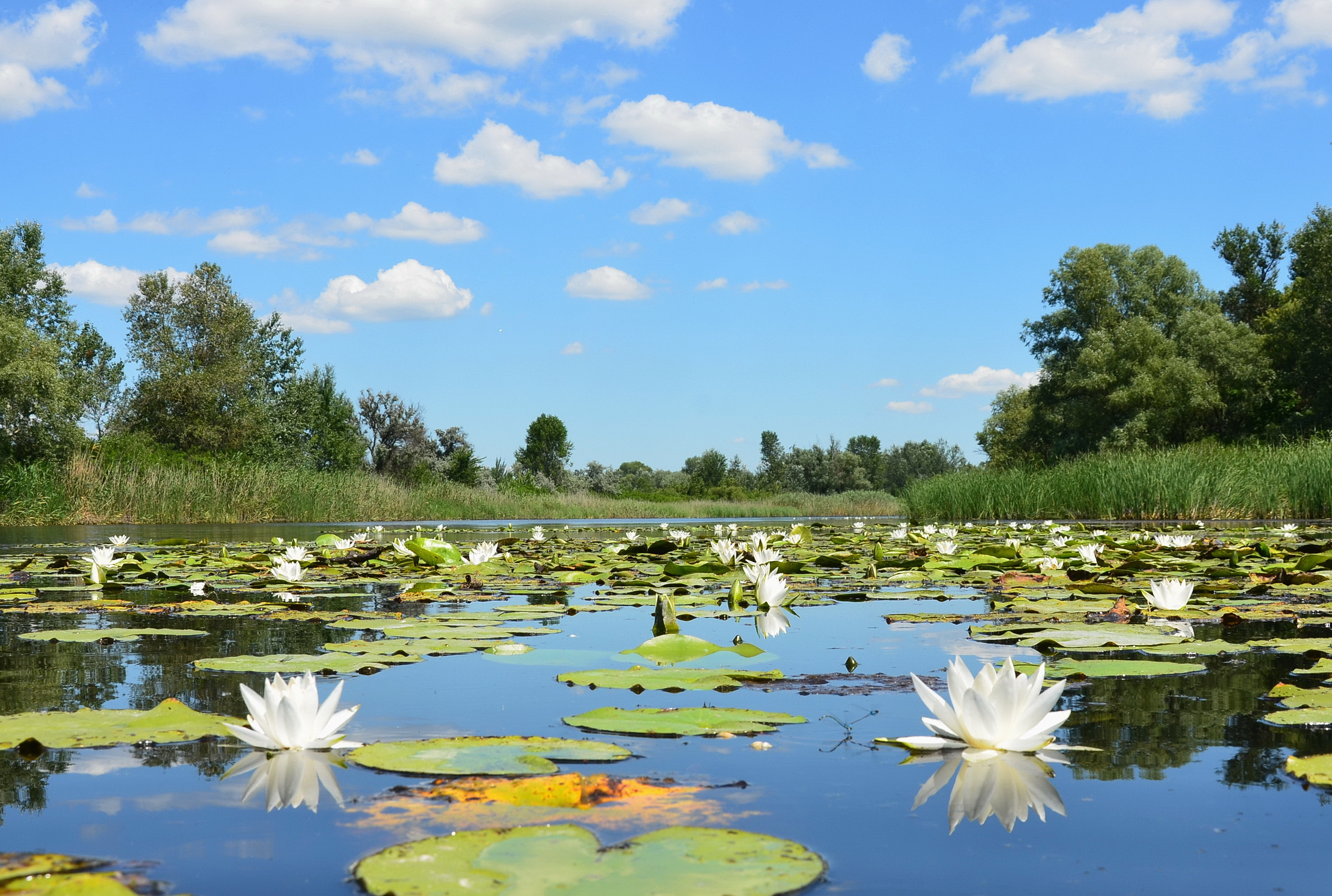
Оріль у кінці червня
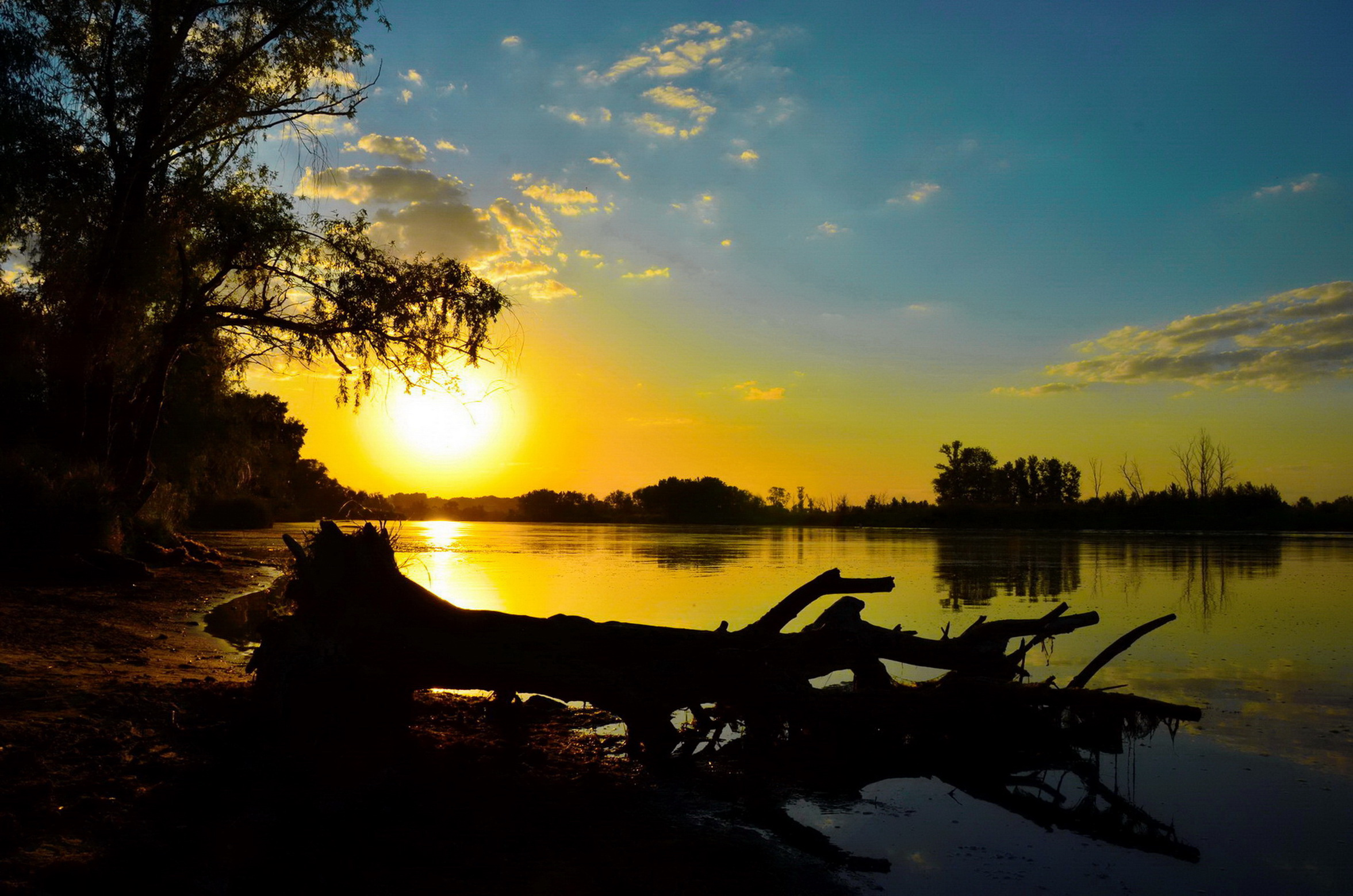
Червневий вечір на р. Самар
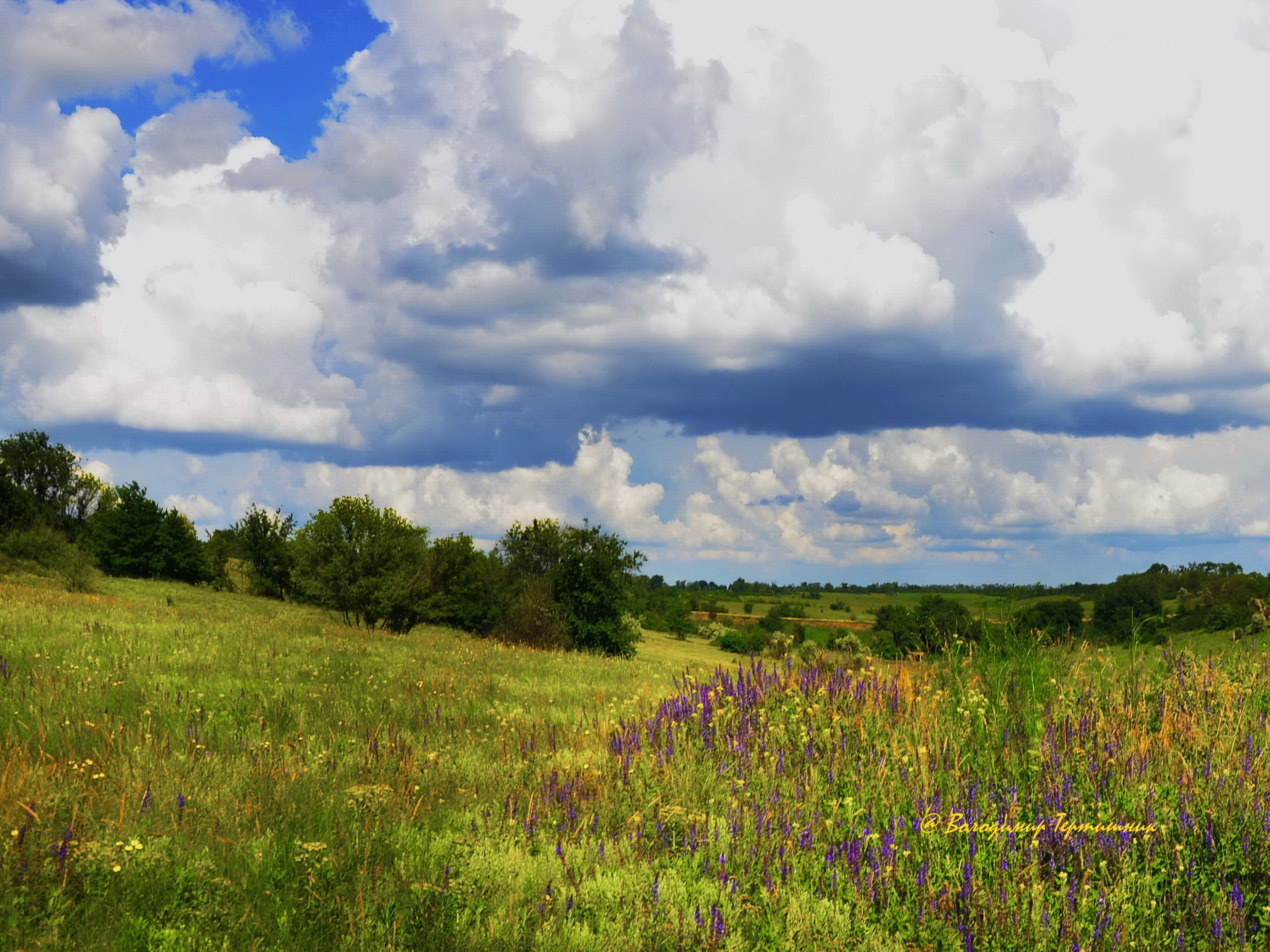
Червень в Україні
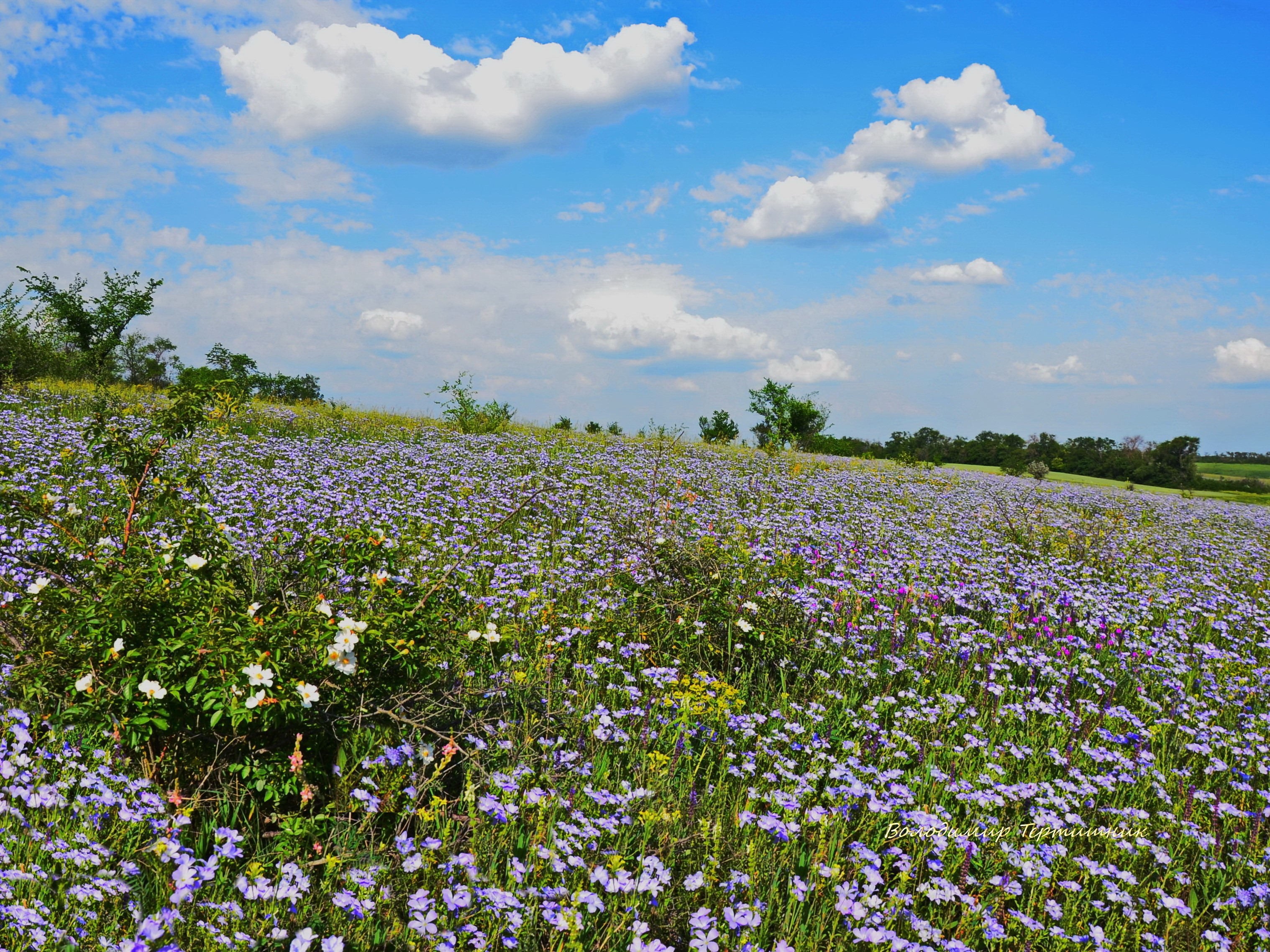
Червень у степах України
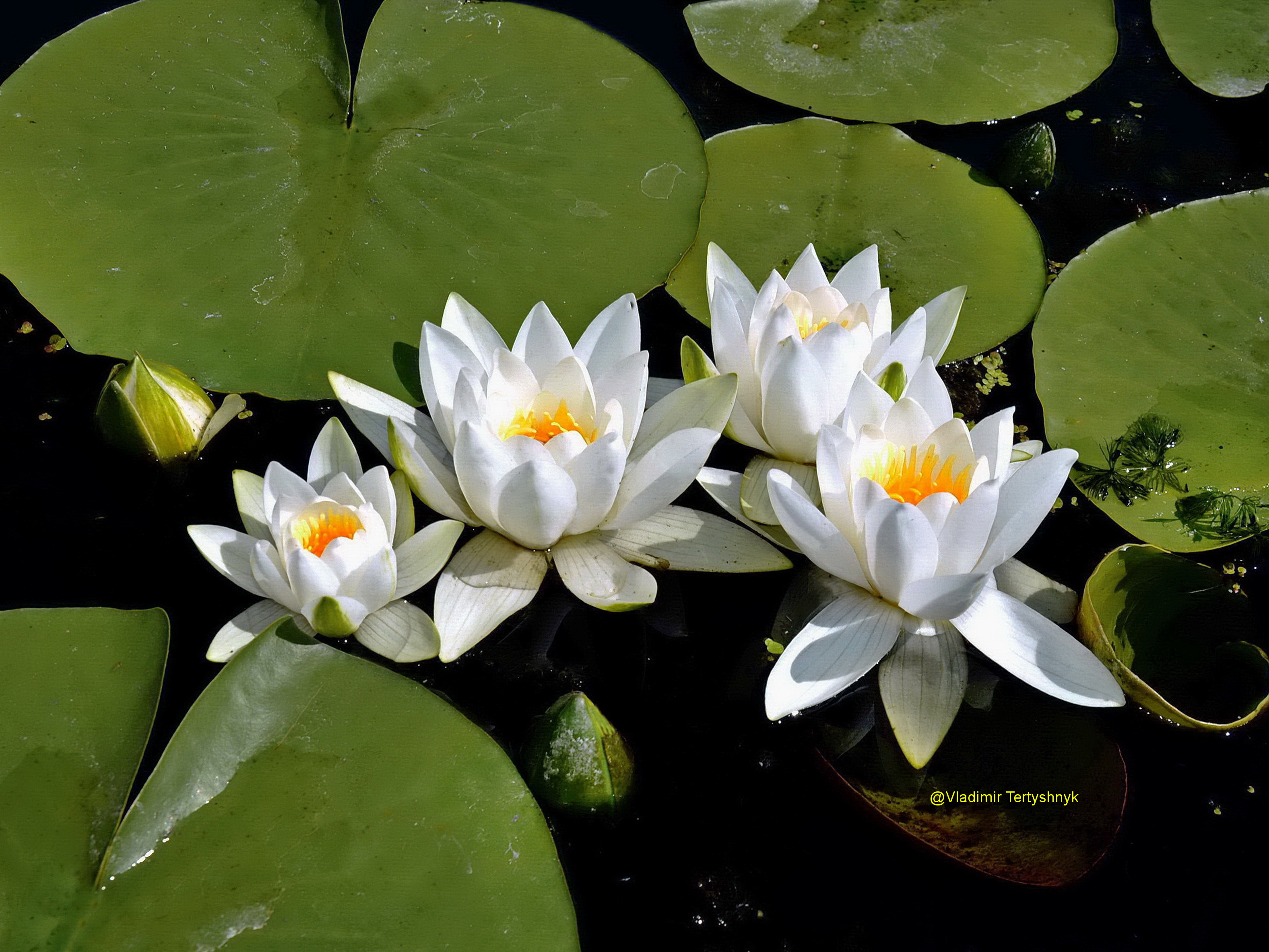
Латаття в червневі дні на Орілі
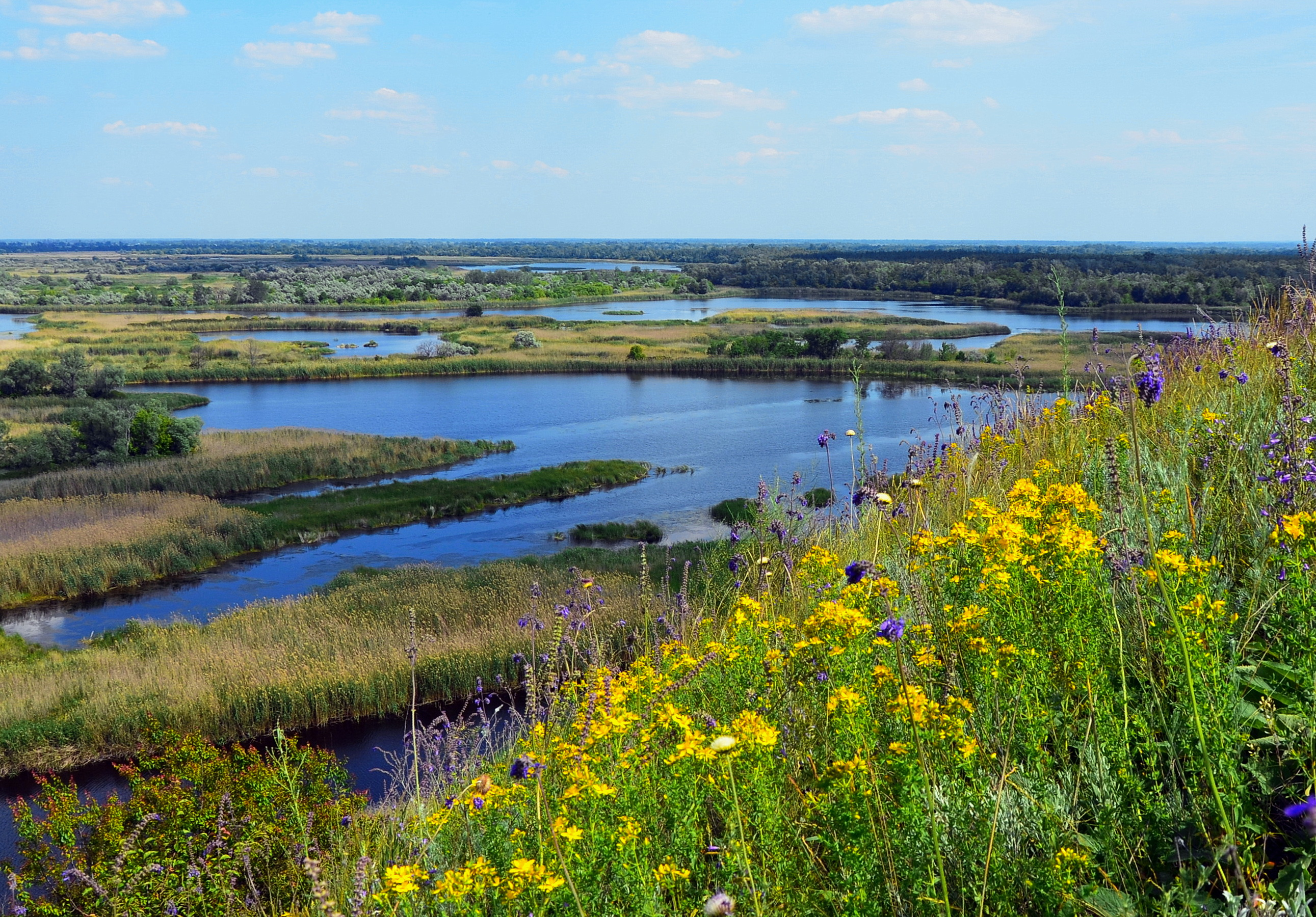
Береги Ворскли в червні
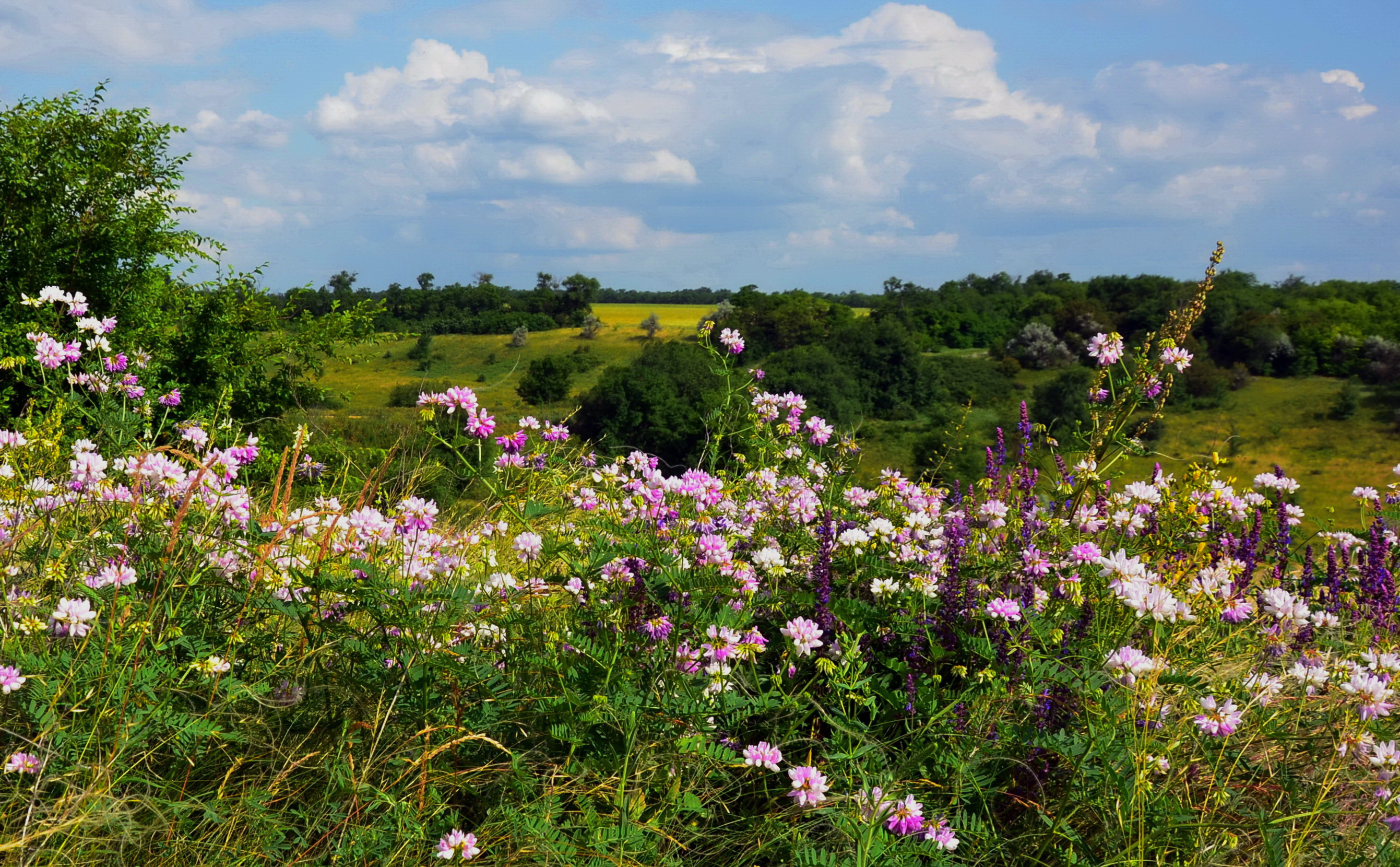
Червневі куточки Січеславщини